# Ján Greguš
Ján Greguš (ur. 29 stycznia 1991 w Nitrze) – słowacki piłkarz grający na pozycji środkowego pomocnika. Od 2024 jest zawodnikiem klubu Houston Dynamo.

## Kariera klubowa
Swoją karierę piłkarską Greguš rozpoczął w klubie FC Nitra, w 1997 roku. W trakcie sezonu 2008/2009 awansował do pierwszego zespołu Nitry, w którym zadebiutował w pierwszej lidze słowackiej.
W 2009 Greguš odszedł do czeskiego Baníka Ostrawa. 2 sierpnia 2009 zadebiutował w nim w pierwszej lidze czeskiej w zremisowanym 0:0 wyjazdowym meczu z Sigmą Ołomuniec. W sezonie 2010/2011 zaczął regularnie występować w tym zespole. W 2013 został wypożyczony do Boltonu Wanderers, w którym nie zdołał zaliczyć debiutu w Football League Championship. W 2014 wrócił do Baníka.
Na początku 2015 Greguš przeszedł do FK Baumit Jablonec. Swój debiut w nim zaliczył 20 lutego 2015 w zwycięskim 2:1 wyjazdowym spotkaniu z 1. FC Slovácko. 27 maja 2015 wystąpił w przegranym po serii rzutów karnych (po 90 minutach był wynik 1:1) finale Pucharu Czech ze Slovanem Liberec.
Latem 2016 Greguš został zawodnikiem FC København. W Superligaen zadebiutował 16 lipca 2016 w wygranym 3:0 domowym meczu z Lyngby BK. 29 listopada 2016 w wygranym 4:0 spotkaniu z Viborgiem strzelił dwa gole. Były to pierwsze bramki Greguša w lidze duńskiej. W 2017 zdobył z FC København mistrzostwo oraz Puchar Danii.
W grudniu 2018 Minnesota United FC ogłosiła podpisanie kontraktu z Gregušem. W Major League Soccer zadebiutował 3 marca 2019 w wygranym 3:2 meczu z Vancouver Whitecaps FC. Pierwszą bramkę w tych rozgrywkach zdobył dwa tygodnie później w spotkaniu z Los Angeles Galaxy (2:3). W 2022 został zawodnikiem San Jose Earthquakes. W marcu 2023 przeszedł do Nashville SC. Kilka miesięcy później powrócił do Minnesoty United. 31 stycznia 2024 Greguš podpisał kontrakt z Houston Dynamo.
Stan na 4 lipca 2024
| Sezon   | Klub                    | Kraj              | Rozgrywki    | Mecze | Bramki |
| ------- | ----------------------- | ----------------- | ------------ | ----- | ------ |
| 2008/09 | FC Nitra                | Słowacja          | I liga       | 4     | 0      |
| 2009/10 | Baník Ostrawa           | Czechy            | I liga       | 12    | 0      |
| 2010/11 | Baník Ostrawa           | Czechy            | I liga       | 21    | 0      |
| 2011/12 | Baník Ostrawa           | Czechy            | I liga       | 26    | 1      |
| 2012/13 | Baník Ostrawa           | Czechy            | I liga       | 6     | 0      |
| 2012/13 | Bolton Wanderers (wyp.) | Anglia            | Championship | 0     | 0      |
| 2013/14 | Bolton Wanderers (wyp.) | Anglia            | Championship | 0     | 0      |
| 2013/14 | Baník Ostrawa           | Czechy            | I liga       | 14    | 2      |
| 2014/15 | Baník Ostrawa           | Czechy            | I liga       | 15    | 1      |
| 2014/15 | FK Baumit Jablonec      | Czechy            | I liga       | 13    | 3      |
| 2015/16 | FK Baumit Jablonec      | Czechy            | I liga       | 25    | 3      |
| 2016/17 | FC København            | Dania             | Superligaen  | 28    | 2      |
| 2017/18 | FC København            | Dania             | Superligaen  | 20    | 0      |
| 2018/19 | FC København            | Dania             | Superligaen  | 18    | 2      |
| 2019    | Minnesota United FC     | Stany Zjednoczone | MLS          | 31    | 2      |
| 2020    | Minnesota United FC     | Stany Zjednoczone | MLS          | 18    | 1      |
| 2021    | Minnesota United FC     | Stany Zjednoczone | MLS          | 15    | 0      |
| 2022    | San Jose Earthquakes    | Stany Zjednoczone | MLS          | 27    | 0      |
| 2023    | Nashville SC            | Stany Zjednoczone | MLS          | 15    | 0      |
| 2023    | Minnesota United FC     | Stany Zjednoczone | MLS          | 12    | 1      |
| 2024    | Houston Dynamo          | Stany Zjednoczone | MLS          | 6     | 0      |

## Kariera reprezentacyjna
Greguš grał w młodzieżowych reprezentacjach Słowacji. W dorosłej reprezentacji Słowacji zadebiutował 31 marca 2015 w wygranym 1:0 towarzyskim meczu z Czechami, rozegranym w Żylinie. W 49. minucie zaliczył asystę przy golu Ondreja Dudy. W 2016 został powołany do kadry na Euro 2016. Zagrał na nim w jednym meczu, w 1/8 finału z Niemcami (0:3). 26 marca 2017 w wygranym 3:1 spotkaniu z Maltą zdobył pierwszą bramkę w reprezentacji. W 2021 znalazł się w kadrze na Euro 2020. W tym turnieju również wystąpił w jednym meczu, z Polską (2:1).